# St. Martin (Hondingen)

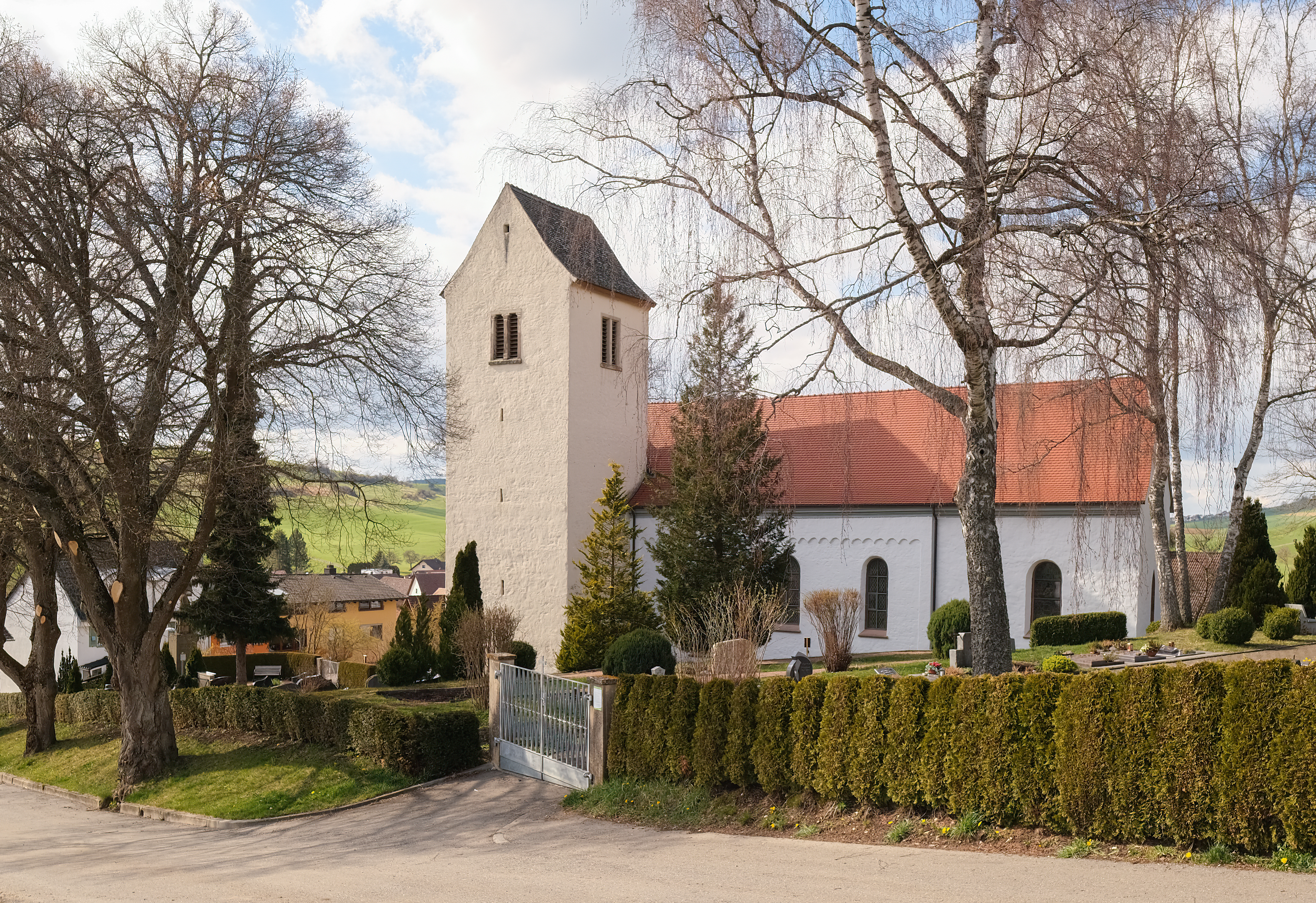
St. Martin in Hondingen

Die römisch-katholische Pfarrkirche St. Martin steht in Hondingen, einem Ortsteil der Stadt Blumberg im Schwarzwald-Baar-Kreis in Baden-Württemberg. Die Kirchengemeinde gehört zum Erzbistum Freiburg. Das Bauwerk ist beim Landesamt für Denkmalpflege Baden-Württemberg als Baudenkmal eingetragen.

## Beschreibung
Die Saalkirche wurde im 11. Jahrhundert erbaut. Sie besteht aus einem Langhaus, einem eingezogenen, gerade geschlossenen Chor im Westen, der 1353 angefügt wurde, und einem Chorflankenturm an der Südwand des Chors, in dessen Glockenstuhl fünf Kirchenglocken hängen. Zur Kirchenausstattung gehört ein Gnadenbild aus dem 14. Jahrhundert. Die aus Gutmadingen stammende Orgel kam 1806 nach Hondingen und wurde 1967 durch Orgelbau Schwarz aus Überlingen seitlich versetzt.